# Yi Hwan-kwon
Yi Hwan-kwon (coréen : 이환권), né en 1974 à Séoul, est un sculpteur sud-coréen.

## Biographie
Diplômé de l'université Gachon de Seongnam en 2004, Yi Hwan-kwon commence à exposer ses œuvres en Corée du Sud dès le début des années 2000. Son approche consiste le plus souvent à reproduire en trois dimensions des photographies qu'il a préalablement distordues par ordinateur. Le résultat en est des figures humaines tantôt allongées tantôt compressées, conservant un grand niveau de détail. Des expositions lui sont consacrées en Corée du Sud, à Hong Kong, en Indonésie, à Singapour, en Allemagne, à New York et à Londres. 
Les œuvres de Yi Hwan-kwon commencent à attirer l'attention des collectionneurs dans la deuxième moitié des années 2000, et atteignent plusieurs dizaines de milliers de dollars lors de ventes aux enchères publiques. En novembre 2011, le Kerry Group fait l'acquisition de six sculptures intitulées Jangdokdae, représentant trois générations d'une même famille, pour la somme de 220 000 dollars américains. Ces sculptures sont exposées depuis début 2012 dans le lobby du Kerry Centre, un immeuble de bureaux du quartier de Quarry Bay à Hong Kong.